# علم غامبيا
علم غامبيا يتكون من ثلاث خطوط أساسية أفقية وهم الأحمر، الأزرق والأخضر، وتفصل الخطوط الثلاث خطين بيض. استخدم العلم لأول مرة في فبراير 18 عام 1965، وهو اليوم التي أصبحت فيه غامبيا دولة مستقلة عن الامبراطورية البريطانية.

## التاريخ

علم مستعمرة ومحمية غامبيا (1889–1965).

وصل البريطانيون لأول مرة إلى ما يعرف الآن بغامبيا في عام 1661، عندما غزوا جزيرة جيمس. وشرعوا في بناء حصون حول التقاء نهر غامبيا بالمحيط الأطلسي، ووسعوا سيطرتهم تدريجيًا حتى سيطروا على مجرى النهر. وأصبحت هذه المنطقة محمية في ثمانينيات القرن التاسع عشر تابعة لسيراليون وأصبحت في النهاية مستعمرة مستقلة تابعة للمملكة المتحدة ضمن إمبراطوريتها الاستعمارية
في 1888. وهذا الوضع أعطى غامبيا الحق فيي تبني علم استعماري خاص بها. وكان العلم في ذلك الوقت يتألف من حقل أزرق ودائرة بداخلها فيلا وشجرة نخيل وتلال، إلى جانب حرف "G" الذي يبدأ به اسم المستعمرة بالإنجليزية.
مُنحت غامبيا الحكم الذاتي في عام 1963. واستمر استخدام الراية الزرقاء حتى منحها الاستقلال الكامل في عام 1965. فصمم لويس توماسي العلم الجديد. والعلم هو أحد الأعلام الأفريقية القليلة التي لا تستخدم ألوان الحزب السياسي المسيطر في البلاد، نظرًا لأن تصميمه «ليس له أساس سياسي». ورُفع لأول مرة في منتصف ليل 18 فبراير 1965، وهو اليوم الذي أصبحت فيه غامبيا دولة مستقلة. وفي عام 1982، شكلت غامبيا اتحادًا كونفدراليًا مع السنغال، التي استمرت لمدة سبع سنوات قبل حلها في عام 1989. ومع ذلك، لم ينتج عن هذا الاتحاد تغيير الرموز الوطنية، واستمر رفع العلم الغامبي خلال هذا الوقت.

## الرمزية
يرمز اللون الأحمر في الأعلى للشمس، وسهول السفانا. يتوسط العلم اللون الأزرق، وهو اللون الذي يرمز لنهر غامبيا وهو النهر الذي يشق البلاد إلى نصفين. أما اللون الأخضر في أسفل العلم يرمز للارض التي تحتلها الغابات. أما الخطوط البيضاء الرفيعة، فترمز للسلام.

## استخدامات أخرى
في أعقاب انتخابات العامة لوكسمبورغ لعام 2013، شًكل ائتلاف من ثلاثة أحزاب بين حزب العمال الاشتراكي في لوكسمبورغ، والحزب الديمقراطي والحزب الأخضر وسُمي باسم «تحالف غامبيا»، لأن ألوان الأحزاب السياسية الثلاثة مطابقة للألوان الموجودة على علم غامبيا الأحمر (حزب العمال الاشتراكي) والأزرق (الحزب الديمقراطي) والأخضر (الحزب الأخضر).